# Ваня та крокодил
«Ваня та крокодил» (рос. Ваня и крокодил) — радянський короткометражний ляльковий мультфільм, знятий за казкою Корнія Чуковського «Крокодил» на студії «Союзмультфільм» у 1984 році. Наталія Дабіжа поставила фільм, де об'єднала плоскі й об'ємні ляльки, і в якому позначається прихід режисера до нового покоління авторів.
Головний герой мультфільму, маленький хлопчик Ваня, сміливо рятує місто від страшного крокодила.

## Сюжет
У поїзді їхали письменник Корній Чуковський і його маленький син. У хлопчика дуже болів зуб, і щоб відволікти його від болю батько почав розповідати йому казку. Це було в 1916 році.
Вулицями Петрограда ходив крокодил в одязі й капелюсі, і розмовляв турецькою. Побачивши фонтан крокодил зняв верхній одяг і пірнув у воду. Жителі міста побачили який він не схожий на них і спочатку злякалися, а потім почали з нього сміятися та викликати поліцію. Крокодил серед натовпу випадково проковтнув цуцика та поліцейського, тим самим налякавши всіх людей. Але хлопчик Ваня Васильчиков не злякався його й переміг своїм іграшковим мечем. Крокодил виплюнув цуцика та поліцейського, і жителі стали радіти й дякувати Вані.
Корній Чуковський закінчив розповідати свою казку й хлопчик заснув.

## Знімальна група
| режисер                   | Наталія Дабіжа |
| сценарист                 | Дмитро (Мирон) Савич Полонський |
| художники-постановники    | М. Хайсман, Т. Арзамасова, Наталія Харіна |
| художники-мультиплікатори | Сергій Косицин, Ольга Панокіна, Михайло Пісьман, Наталія Дабижа |
| оператори                 | Володимир Сидоров, Сергій Хлебников |
| композитор                | Ілля Катаєв |
| звукооператор             | Володимир Кутузов |
| редактор                  | Олена Нікіткіна |
| ляльки та декорації       | Володимир Аббакумов, Володимир Алісов, Наталія Барковська, Наталія Грінберг, Віктор Гришин, Павло Гусев, Михайло Колтунов, Валентин Ладигін, Ліліана Лютинська, Олег Масаїнов, Володимир Маслов, Ніна Молева, Валерій Петров, Марина Чеснокова |
| текст читає               | Олег Табаков |
| монтажер                  | Надія Трещьова |
| художній керівник         | Микола Серебряков |
| директор                  | Григорій Хмара |

## Фестивалі та нагороди
- 1984 рік — перший приз на Московському фестивалі молодих кінематографістів.[1]

## Видання на DVD
У 2006 році було випущено збірник мультфільмів на DVD «Дитячий альбом». Дистриб'ютор: «Великий план». До збірника мультфільмів входили: «Хвіст павича», «Дитячий альбом», «Ваня та крокодил», «Незвичайний матч», «Лисиця Патрикеєвна», «Танці ляльок».